# Franz Xaver Birkinger
Franz Xaver Birkinger, né le 18 mai 1833 à Augsbourg (royaume de Bavière) et mort le 15 janvier 1906 à Vienne (Autriche-Hongrie), est un peintre autrichien.

## Biographie
Franz Xaver Birkinger naît le 18 mai 1833 à Augsbourg dans le royaume de Bavière. Ses origines familiales ne sont pas documentées. Formé à la peinture à Munich et aux Beaux-Arts de Paris, il se produit un temps comme acteur et chanteur de scène ; ainsi, en 1868, il chante comme ténor à Paris, auprès de la pianiste Constance Skiwa,,,,.
Revenant ensuite à la peinture, il s’installe à Vienne et devient membre du Künstlerhaus le 6 mars 1884, contribuant à ses expositions annuelles et lui léguant 12000 couronnes dans son testament,. En 1891, il reçoit un diplôme d’honneur à l’occasion de la Primera Exposición General de Bellas Artes de Barcelone, au cours de laquelle son tableau En el mes de María est présenté,.

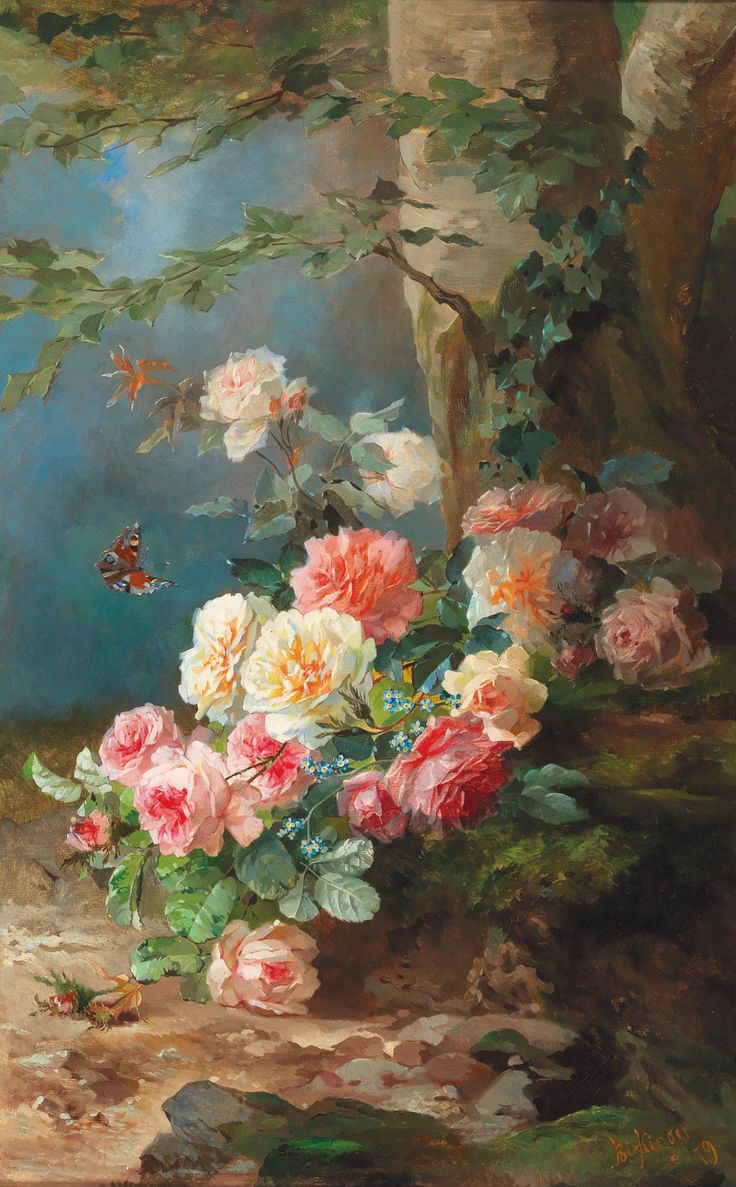
Blumenstilleben (1879). Huile sur toile, coll. privée.

On lui doit des tableaux paysagistes, mais il est surtout connu pour ses natures mortes et ses thématiques florales, réalisées à l’aquarelle ou à l’huile, où il s’attache à une représentation botaniquement fidèle,,. Il s’inscrit ainsi dans la continuité d’une tradition de peinture florale poursuivie à Vienne depuis le début de la période Biedermeier, privilégiant la représentation détaillée et réaliste de bouquets idéaux.
À la fin de sa vie, il réside au 27 Reichsratsstraße à Vienne. Il meurt le 15 janvier 1906 dans cette ville, et est inhumé au cimetière de Hietzing,. Une exposition rétrospective de son œuvre est organisée en 1907 au Künstlerhaus de Vienne.

## Galerie

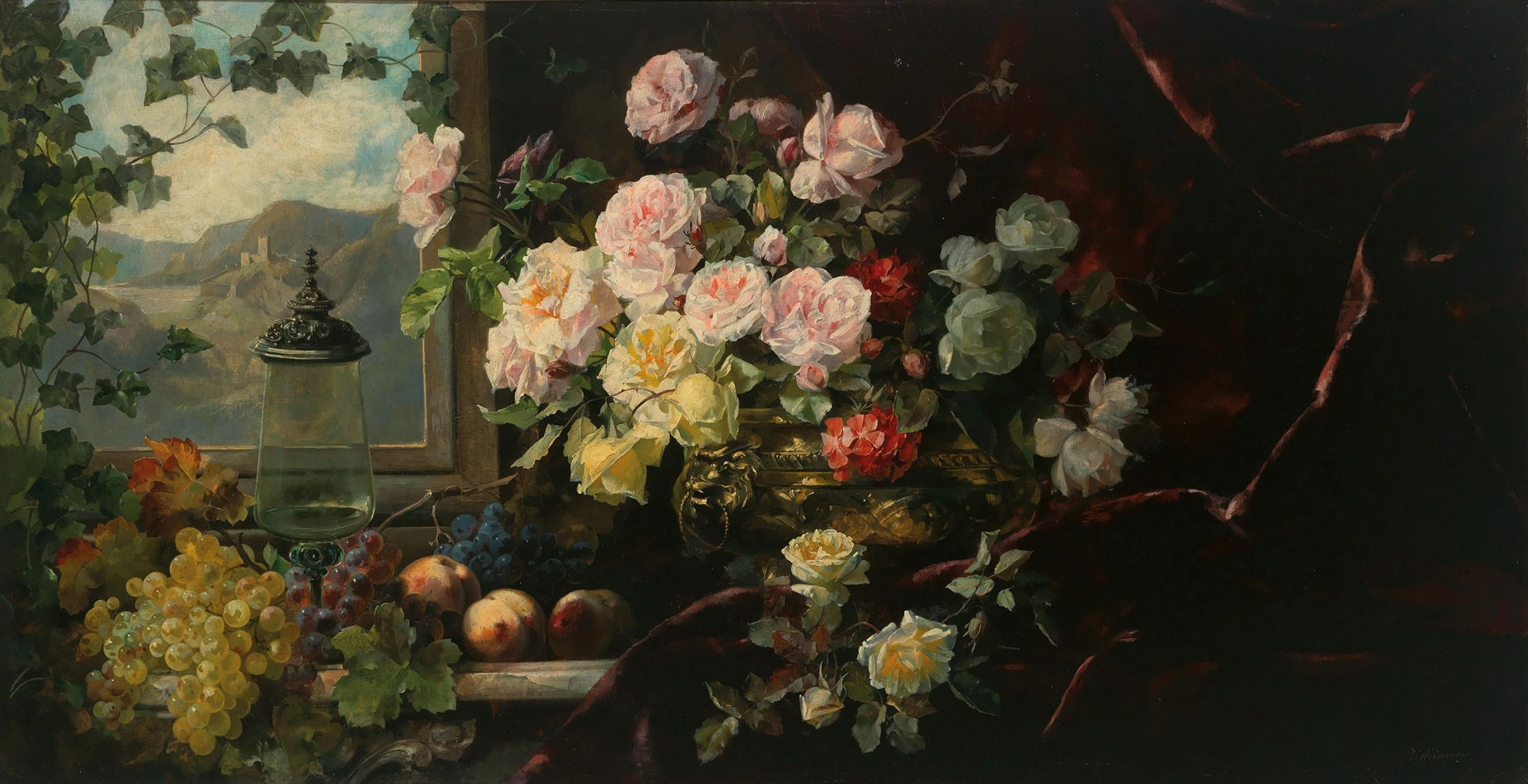
Stillleben mit Rosenbouquet und Glasvase, im Hintergrund Blick in die Landschaft (1894) Coll. privée.
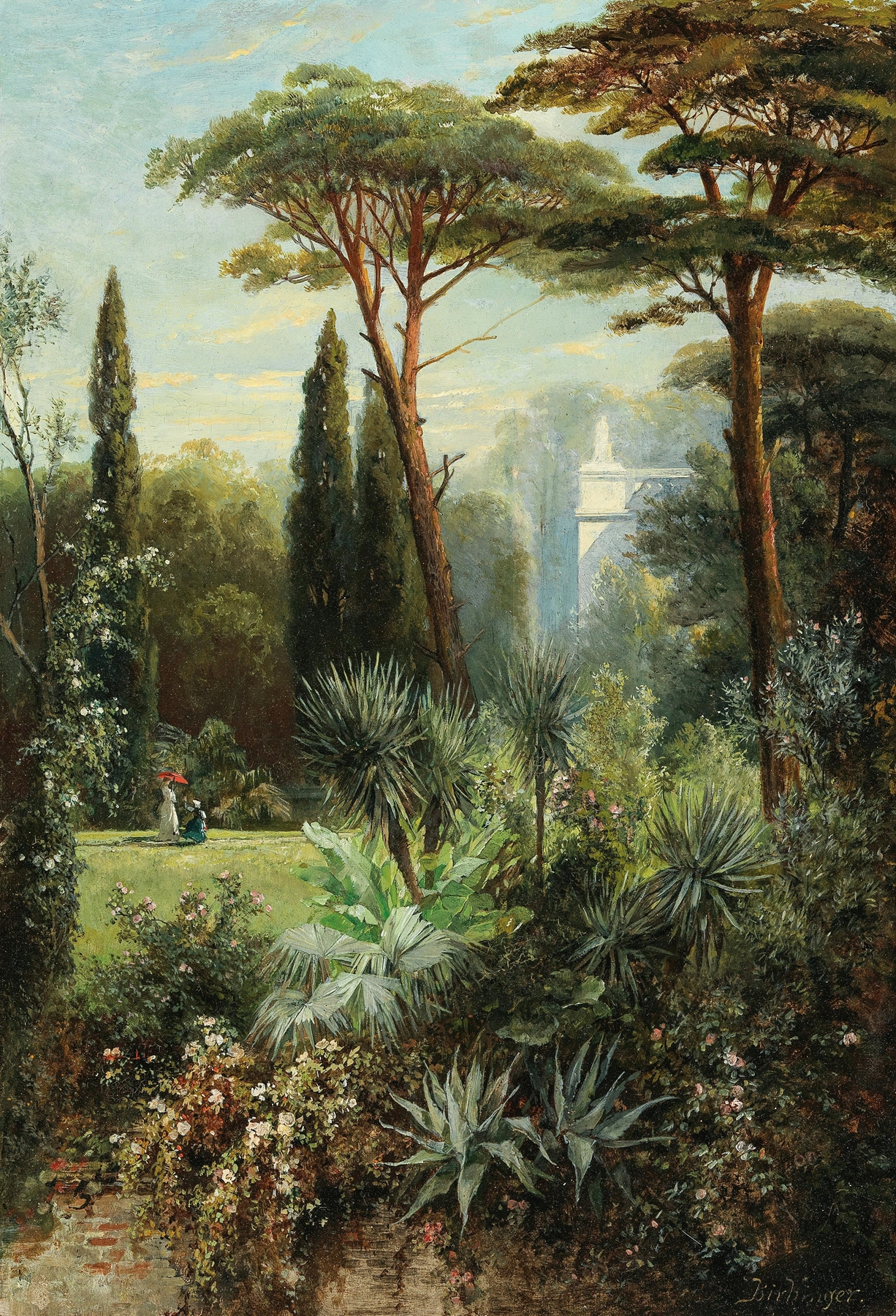
Romantischer Schlosspark im Süden Coll. privée.
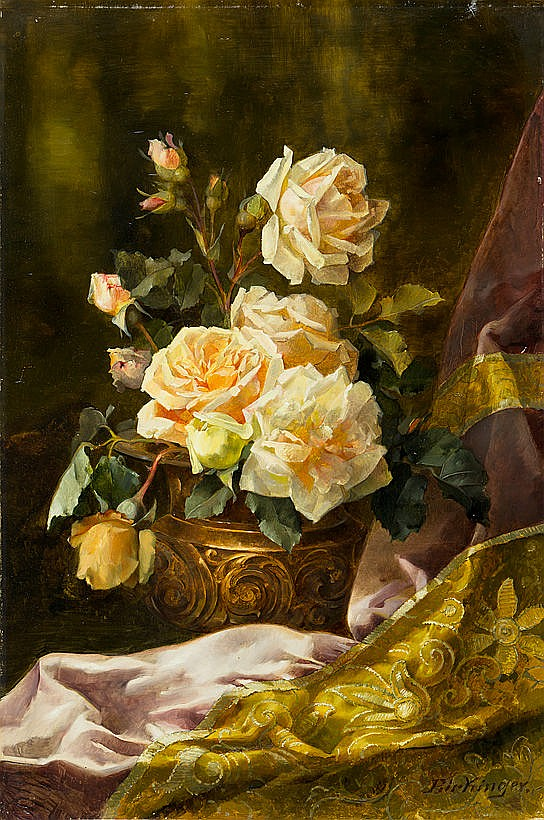
Gelbe Edelrosen Coll. privée.
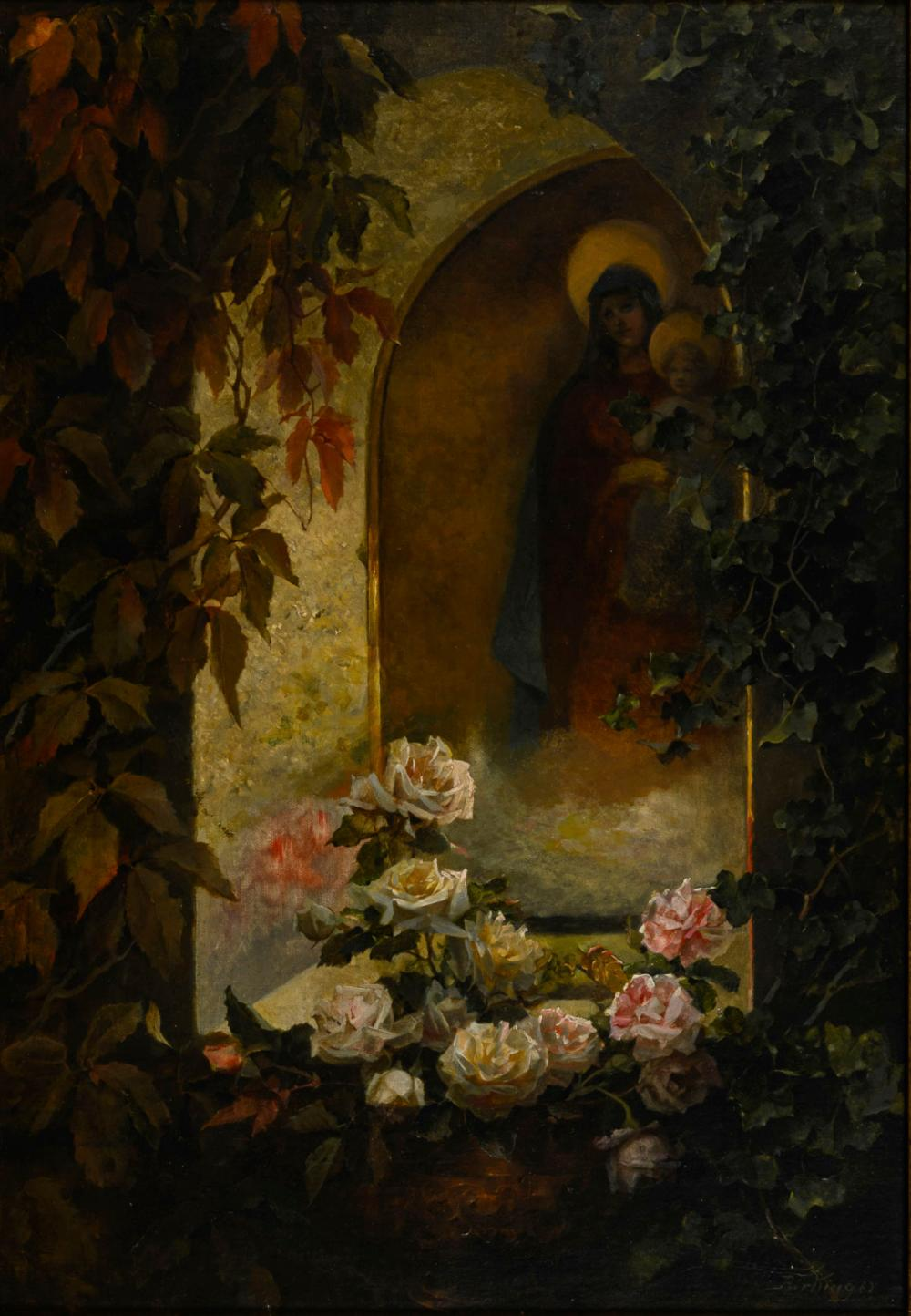
Rosen am Marterl Coll. privée.